# Preslavți, Silistra
Preslavți (în bulgară Преславци, în română Engechioi) este un sat în comuna Tutrakan, regiunea Silistra, Dobrogea de Sud, Bulgaria. 
Între anii 1913-1940 a făcut parte din plasa Turtucaia a județului Durostor, România. Lângă localitate a mai existat o așezare (azi dispărută) numită Ceanaccilar în timpul administrației românești.  

## Demografie
Componența etnică a satului Preslavți
     Turci (99,79%)
     Nicio identificare (0,2%)
     Altele (0%)
La recensământul din 2011, populația satului Preslavți era de 493 locuitori. Din punct de vedere etnic, majoritatea locuitorilor (99,79%) erau turci. Pentru 0,2% din locuitori nu este cunoscută apartenența etnică.